# Renata Bonczar
Renata Bonczar (ur. 1953 w Katowicach) – polska malarka, rysowniczka, projektantka, autorka wystaw i wykładowczyni akademicka. Jej twórczość zalicza się do nurtu ekspresjonizmu abstrakcyjnego i abstrakcji iluzyjnej. Jej prace znajdują się w kolekcjach państwowych i prywatnych.

## Życiorys
Ukończyła studia na Akademii Sztuk Pięknych w Krakowie (dyplom w 1980 r.) oraz na Wydziale Grafiki w Katowicach, gdzie w 2004 r. uzyskała stopień doktora sztuki. Studiowała w pracowniach Adama Hoffmanna, prof. Andrzeja Pietscha oraz Jerzego Dudy-Gracza. Mieszka i pracuje w Katowicach.
W 1986 r. otrzymała stypendium artystyczne Fundacji Dr S. Van Zavrel w Holandii. Otrzymała także stypendium artystyczne Ministerstwa Kultury i Sztuki.
Jej twórczość była prezentowana na ponad osiemdziesięciu wystaw indywidualnych, m.in.: w Muzeum Ślaskim w Katowicach, w Muzeum Historii Katowic, w T.P.S.P., Pałacu Sztuki w Krakowie, w Książnicy Pomorskiej w Szczecinie, w Zamku Książąt Pomorskich w Szczecinie, w Bibliotece Śląskiej w Katowicach, w Muzeum Sopotu. Brała udział w kilkuset wystawach zbiorowych.
Jej prace są w kolekcjach m.in.: w Muzeum Narodowego w Krakowie, Muzeum Historii Katowic, Muzeum Śląskim, Książnicy Pomorskiej w Szczecinie, Centrum Sztuki Współczesnej w Cuenca (Hiszpania), Urzędzie Miasta Segovia (Hiszpania), Urzędzie Miasta Gargaliani (Grecja), TPST Pałacu Sztuki w Krakowie, Akademii Sztuk Pięknych w Katowicach, Urzędzie Miasta Mikołów, w ING Banku Śląskim w Katowicach.
Jest członkiem Związku Polskich Artystów Plastyków w Katowicach, Towarzystwa Przyjaciół Sztuk Pięknych w Krakowie, Stowarzyszenia Twórczego Polart w Krakowie, Stowarzyszenia Pastelistów Polskich.

## Konkursy
Laureatka:
- Ogólnopolski Konkurs Malarski im. R. Pomorskiego (nagrody, medal – 1983, 1985)
- Bielska Jesień (nagroda 1989)
- Ogólnopolski Konkurs Malarski im. J. Spychalskiego (nagrody – 1987, 1988)
- Festiwal Sztuki Współczesnej w Szczecinie (nagrody 1986, 2008, 2010, nominacje 2006, 2010)[9]

## Wystawy (wybór)
- Domy duszy – Galeria Sztuki Współczesnej, Kołobrzeg, 2016
- Kalendarz – Muzeum Starożytnego Hutnictwa Mazowieckiego, Pruszków, 2017
- Czas odnaleziony – Galeria Sztuki Współczesnej Artrakt, Wrocław, 2018
- Ślady czasu – Pałac Sztuki, Kraków, 2019
- Taki czas – Na żywo Galeria sztuki Polskiego Radia Katowice, 2023[10]

## Nagrody i odznaczenia
- Nagroda Wojewody Śląskiego, Nagrodę Prezydenta Miasta Szczecin – 2006
- Nagroda Prezydenta Miasta Kielce (1988), Srebrny i Złoty Medal Stowarzyszenia Polart w Krakowie – 2000, 2003, 2006[9]
- Brązowy Medal „Zasłużony Kulturze Gloria Artis” – 2016[11]
- Srebrny i Złoty Medal „Merite Et Devouement Francais” – 2018[5]